# Napęd impulsowy
Napęd impulsowy – jeden z dwóch rodzajów napędów statków kosmicznych wykorzystywany w fikcyjnym uniwersum Star Trek, służącym do podróży w przestrzeni kosmicznej z prędkością mniejszą od światła w próżni (w odróżnieniu od napędu warp). Zazwyczaj zasilany energią wytworzoną w reaktorach fuzyjnych deuteru, pozwala na szybkie przemieszczanie się statkom w czasie podróży międzyplanetarnych. W przeciwieństwie do silników warp, silniki impulsowe działają na zasadach stosowanych w dzisiejszej technice rakietowej, odrzucając masę z tyłu statku najszybciej jak to możliwe, aby uzyskać jak największe przyspieszenie zgodnie z zasadą zachowania pędu.
Istnieją trzy praktyczne wyzwania utrudniające zaprojektowanie silnika impulsowego: przyspieszenie, dylatacja czasu i oszczędzanie energii. W serialu amortyzatory inercyjne kompensowały przyspieszenie. Te hipotetyczne urządzenia musiałyby być ustawione tak, że materiał pędny zachowywałby swoją inercję po opuszczeniu statku, w przeciwnym razie byłoby to nieskuteczne. Dylatacja czasu stanie się zauważalna przy prędkościach bliskich prędkości światła w próżni. Jeśli chodzi o oszczędzanie energii seriale telewizyjne i książka Star Trek: The Next Generation Technical Manual proponują dwa rozwiązania:
- Jeżeli statek porusza się z prędkością impulsową (wolniej niż prędkość światła w próżni) to nadal podróżuje w normalnej czasoprzestrzeni, występuje obawa o dylatację czasu. Autor książki radzi unikać relatywnie dużej prędkości, chyba że jest to absolutnie konieczne. Prędkość impulsowa jest więc ograniczona do 1⁄4 prędkości światła w próżni (ok. 270 mln km/h). Z drugiej strony w książce stwierdzono, że podróż z prędkością warp nie powoduje dylatacji czasu.
- Książka wskazuje, że silniki impulsowe są silnikami fuzyjnymi, w których plazma transportowana od reaktora fuzyjnego przez masywne cewki magnetyczne do silnika poprzez odrzut napędza statek kosmiczny. Jest to forma magnetohydrodynamicznego lub magnetoplazmodynamicznego stera strumieniowego. Jest wykorzystywany razem z silnikiem warp do modyfikacji relatywistycznej masy, w celu osiągnięcia średniowysokiej prędkości mniejszej od prędkości światła w próżni. Z drugiej strony silniki te wykorzystywane są do wykonywania precyzyjnych manewrów. Napędy jonowe w serialach Star Trek są szczególnie wykorzystywane przez statki  Dominium oraz Ikonian.